# Intermezzo
|  | For andre betydninger se Intermezzo (flertydig) |
Intermezzo (eller intermedium af lat. mellemspil) er oprindelig i Italien betegnelsen for de små mellemspil af lettere karakter, der
opførtes mellem akterne på større skuespil
eller operaer, og som gennem en fortsat
udvikling dannede oprindelsen til den senere
komiske opera, opera buffa.
Allerede det antikke teater kendte sådanne korte, løst forbundne dramatiske fremstillinger, der dannede overgangen fra det ene skuespil til det andet, eller udfyldte større mellemrum i tiden.
Italienerne i renæssancetiden genoptog denne form for en lettere adspredelse mellem de enkelte akter af de større, alvorlige dramaer.
Oprindelig bestod italienernes intermezzi simpelt hen af madrigaler, der blev sunget mellem akterne, senere udviklede de sig til små dramatiske scener i reglen af mytologisk indhold, ikke sjældent med stor pragt, sang og dans, der udfyldte mellemakterne uden forbindelse med det opførte drama eller sammenhæng indbyrdes, .
Efterhånden antog de form af små komiske sangspil mellem to personer, undertiden tilsat med en stum person (det berømteste af disse er Pergolesis La serva padrona); og endelig, da de udløstes af forbindelsen med det omgivende alvorligere skuespil og opførtes som selvstændige småstykker, var grunden lagt til den komiske opera, der skulle nå den højeste blomstring i Frankrig, (opéra comique).
Danmark
I Danmark indførtes intermezzi i midten af 1700-tallet gennem den italienske opera, og den lette kost kunne i begyndelsen glæde sig ved den fornemste verdens højeste bevågenhed; men de burleske løjer blev drevet langt ud over smagens grænser, og da Niels Krog Bredal 1758 søgte at omplante dem på dansk grund ved at lade opføre originale intermezzi på den danske skueplads (Den tvivlrådige Hyrde, Den lykkelige Hverver og flere), fik de en krank skæbne, om de måske har gjort nytte ved at lægge grunden til det danske syngespil.
Selve betegnelsen
Betegnelsen intermedium havde i øvrigt allerede Holberg benyttet om de i forbindelse med handlingen stående, pantomimiske eller balletagtige mellemakter, der forekommer i enkelte af hans komedier som Mascarade 1724, Kildereisen 1725.
Intermezzi kaldes ogsaa de større eller mindre dansedivertissementer, der indlægges i de store operaer, medens den nyitalienske skole i sine operaer anvender ordet intermezzo på det instrumentale overgangsstykke, der forbinder enkelte scener eller akter (Pietro Mascagnis Cavalleria rusticana, Ruggiero Leoncavallos Bajadser).
Benævnelsen intermezzo benyttes også for et mindre musikstykke, der tjener som forbindelse mellem eller træder i stedet for enkelte dele af en større komposition, symfoni, sonate og lignende, eller endelig for selvstændige mindre musikstykker, nærmest i stil med fantasistykker (Schumann, Brahms).